# ウエストニッパー

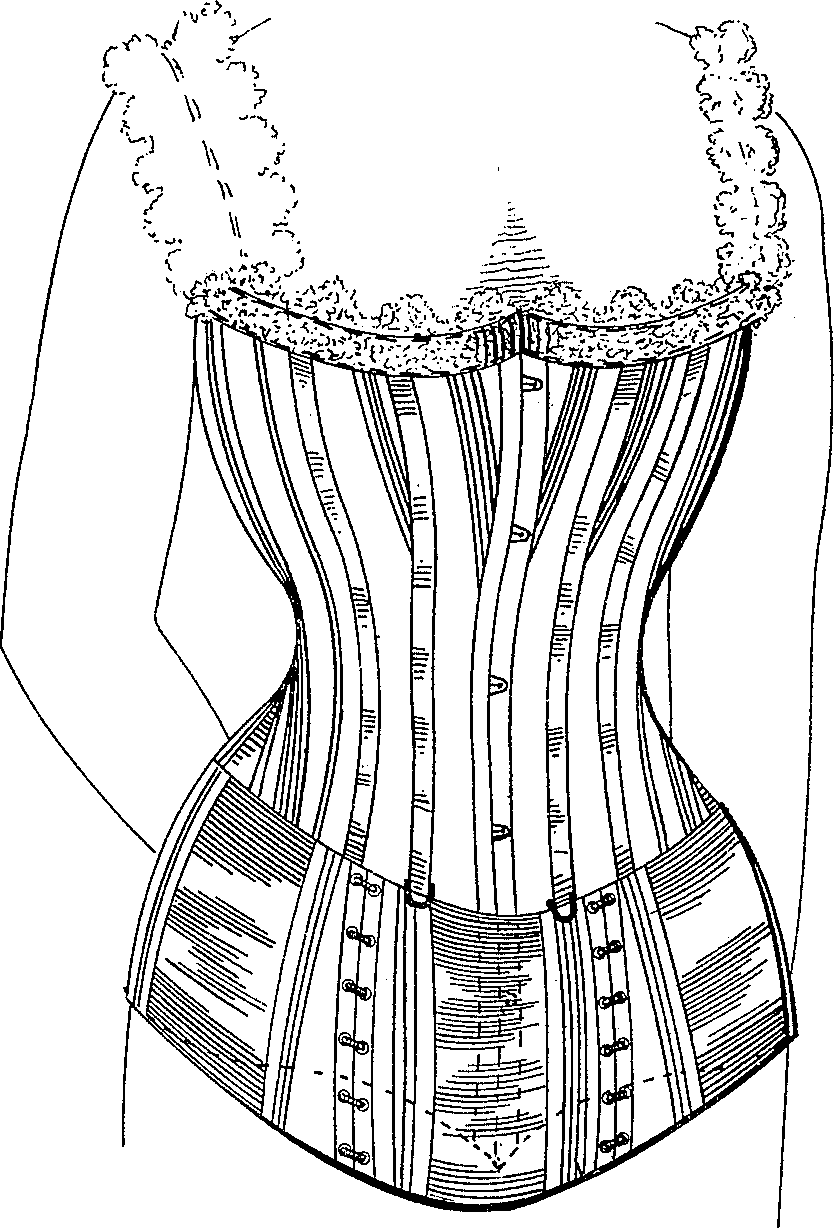
ウエストニッパー

ウエストニッパー（英語: Waist Nipper）とは、女性用ファウンデーション（補正下着）の一種。胸部下部よりウエストにかけてのラインを補正する役割を持ち、主に腹部を引き締めて体のラインを細く見せるもの。
同様のものにコルセットがあるが、違いは着脱の容易さ、締め付けの強さにある。コルセットは伸縮性のほとんど無い素材を使用し強靭な紐で締め付けることでウエストのラインを強制的に作り、時に骨格にまで影響する締め付けの強さを持つのに対し、ウエストニッパーはフックやファスナーを使用して比較的簡単に着用することができ、ある程度の伸縮する余地があり体の肉付きを補正するにとどまる。